# Sycamore Hills
Sycamore Hills ist eine Gemeinde mit dem Status „Village“ im St. Louis County im US-Bundesstaat Missouri. Das U.S. Census Bureau hat bei der Volkszählung 2020 eine Einwohnerzahl von 561 ermittelt.

## Geographie
Die Koordinaten von Sycamore Hills liegen bei 38°42'4" nördlicher Breite und 90°20'56" westlicher Länge.
Nach Angaben der United States Census 2010 erstreckt sich das Stadtgebiet von Sycamore Hills über eine Fläche von 0,36 Quadratkilometer (0,14 sq mi). Das komplette Stadtgebiet befindet sich an Land.
Sycamore Hills grenzt im Osten und Süden an Overland und im Norden und Westen an den Charlack.

## Bevölkerung
Nach der United States Census 2010 lebten in Sycamore Hills 668 Menschen verteilt auf 282 Haushalte und 167 Familien. Die Bevölkerungsdichte betrug 1807,7 Einwohner pro Quadratkilometer (4771,4/sq mi).
Die Bevölkerung setzte sich 2010 aus 82,78 % Weißen, 12,28 % Afroamerikanern, 0,75 % Asiaten, 0,75 % aus anderen ethnischen Gruppen und 3,44 % mit zwei oder mehr Ethnien zusammen. Bei 4,19 % der Bevölkerung handelte es sich um Hispanics oder Latinos. Von den 282 Haushalten lebten in 59,2 % Familien mit Kindern unter 18 und in 40,8 % der Haushalten lebten verheiratete Paare ohne Kinder.
Von den 668 Einwohnern waren 22,5 % unter 19 Jahre, 4,7 % zwischen 20 und 24 Jahren, 28,8 % zwischen 25 und 44 Jahren, 34,4 % zwischen 45 und 64 Jahren und in 9,7 % der Menschen waren 65 Jahre oder älter. Das Durchschnittsalter betrug 40,9 Jahre und 48,8 % der Einwohner waren männlich.

## Belege
1. ↑  Explore Census Data Total Population in Sycamore Hills village, Missouri. Abgerufen am 2. Februar 2023.
2. ↑   United States Census